# Större törnfågel
Större törnfågel (Phacellodomus ruber) är en fågel i familjen ugnfåglar inom ordningen tättingar.

## Utbredning och systematik
Fågeln förekommer från norra Brasilien till norra Bolivia, Paraguay och norra Argentina. Den behandlas som monotypisk, det vill säga att den inte delas in i några underarter.

## Status
IUCN kategoriserar arten som livskraftig.